# Triodia lanata
Triodia lanata är en gräsart som beskrevs av John McConnell Black. Triodia lanata ingår i släktet Triodia och familjen gräs. Inga underarter finns listade i Catalogue of Life.